# Celtis caucasica
Espèce
Statut de conservation UICN

 LC  : Préoccupation mineure
Celtis caucasica, le Micocoulier du Caucase, est une espèce de plantes à fleurs de la famille des Cannabacées. C'est un arbre originaire du Caucase, d'Asie centrale et de l'ouest de l'Himalaya.

## Liste des sous-espèces et variétés
Selon Tropicos (5 septembre 2015) (Attention liste brute contenant possiblement des synonymes) :
- sous-espèce Celtis caucasica subsp. caudata (Planch.) Grudz.
- variété Celtis caucasica var. caudata Planch.